# Lotus C-01

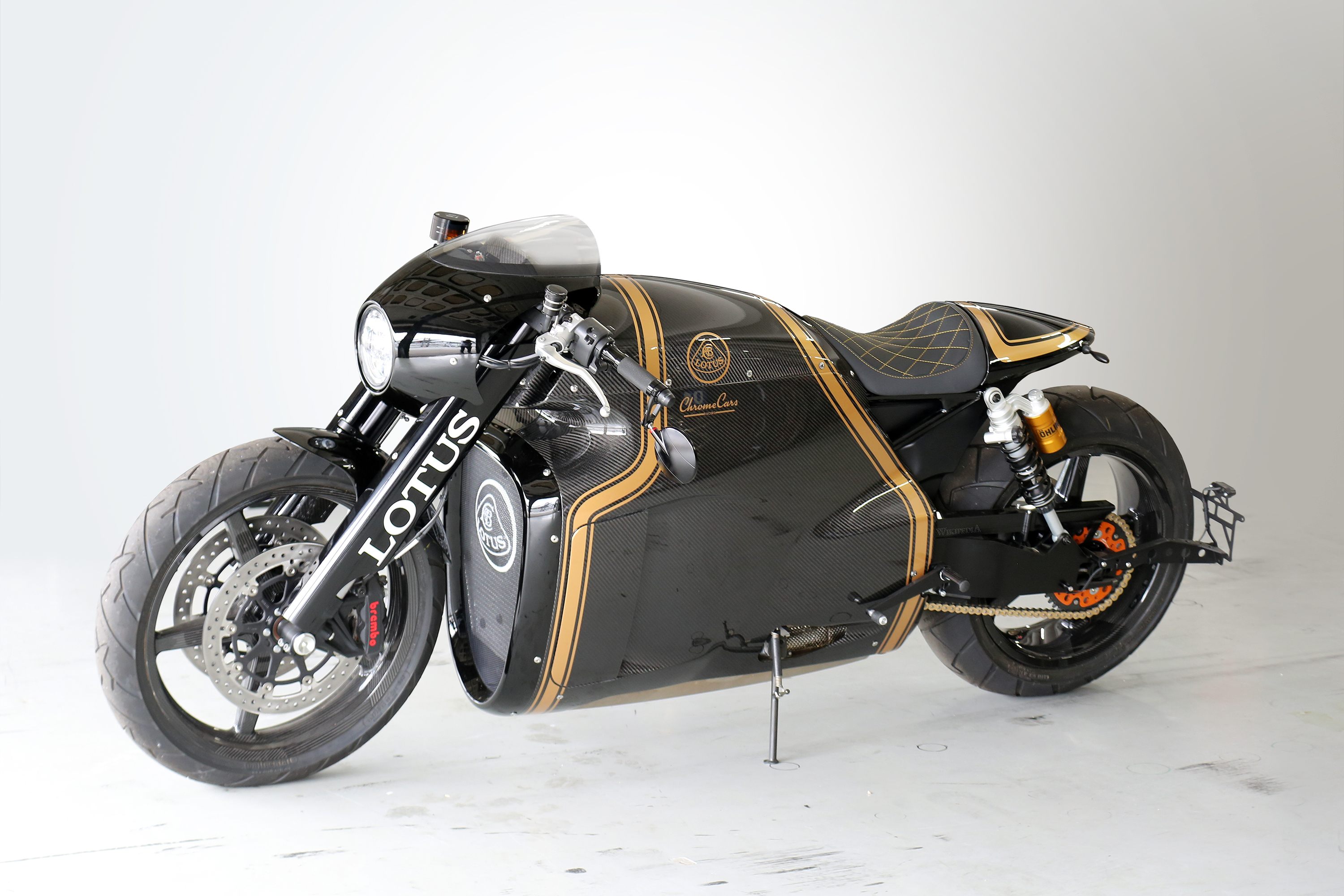
Das Konzept-Bike Lotus-C01 (2021)

Das Motorrad Lotus C-01 ist ein Konzeptfahrzeug, das 2014 unter Markenlizenz der britischen Lotus Group vorgestellt wurde.
Die Entwicklung und die Umsetzung entstanden in Deutschland: das  Erscheinungsbild entwarf der Automobildesigner Daniel Simon, der schon für Volkswagen und Bugatti gearbeitet hat, und der die Motorradentwürfe für den Disney-Fantasy-Film "Tron" fertigte. Die technische Abwicklung fand in Bayern statt: die Pläne für den Bau des Supersportlers entstanden bei der Holzer Group in Bobingen nahe Augsburg, die Fertigung erfolgte beim Rennstall Team Kolles („Kodewa“) in Greding.
Die Lotus C-01 hat eine Monocoque-Karosserie aus kohlenstofffaserverstärktem Kunststoff. Der Motor ist eine auf 200 PS (147,1 kW) leistungsgesteigerte Version des 75-Grad-V-Twin-Rotax-Motors, der auch im Supersportler KTM RC8R zum Einsatz kommt.
Die C-01 wird in drei verschiedenen Farb-Schemata angeboten: Schwarz-Gold-Carbon, im typischen Racinggreen-Gelb-Look von Lotus (wie zum Beispiel beim Lotus 43)  – und in einer Lackierung die an das Martini-Motorsport-Sponsoring erinnert. Die Auflage ist auf 100 Exemplare limitiert. Der Preis wurde bei Markteinführung mit Beträgen zwischen 400.000 US-Dollar und 120.000 Euro angegeben.

## Technische Daten
| Lotus-C01 (2014)            | Lotus-C01 (2014)                                                                                    |
| Motor                       | Motor                                                                                               |
| --------------------------- | --------------------------------------------------------------------------------------------------- |
| Bauart                      | Zweizylinder-Viertakt-Motor, 75° V-Bauform                                                          |
| Hubraum                     | 1195 cm³                                                                                            |
| Bohrung und Hub             | 105 × 69 mm                                                                                         |
| Verdichtung                 | k. A.                                                                                               |
| Leistung                    | ca. 200 PS (147,1 kW)                                                                               |
| Getriebe                    | 6-Gang Klauenschaltgetriebe                                                                         |
| Schmierung                  | Trockensumpfschmierung                                                                              |
| Übersetzung: Hauptwelle     | 40:76                                                                                               |
| Übersetzung: Vorgelegewelle | 15:41                                                                                               |
| Kupplung                    | Hydraulisch betätigte Anti-Hopping-Kupplung                                                         |
| Zündung                     | Digitalelektronisches Motormanagement mit automatischer Zündverstellung                             |
| Fahrwerk                    | |
| Rahmen                      | Rahmen aus mit Kohlenstofffasern verstärktem Kunstharz, mit Komponenten aus Aero Tech Stahl / Titan |
| Radstand                    | 1645 mm                                                                                             |
| Gabel                       | Upside-down                                                                                         |
| Federbein                   | Doppelfederbein                                                                                     |
| Federweg vorn               | 80 mm                                                                                               |
| Federweg hinten             | 70 mm                                                                                               |
| Bremssystem vorn            | Doppelbremsscheibe, ø320mm, Vierkolben-Bremssättel                                                  |
| Bremssystem hinten          | Eine Bremsscheibe, ø220mm, Zweikolben-Bremssättel                                                   |
| Kette                       | X-Ring bzw. O-Ring                                                                                  |
| Lenkwinkel                  | 59°                                                                                                 |
| Gabelwinkel                 | 54°                                                                                                 |
| Bodenfreiheit               | 90 mm                                                                                               |
| Sitzhöhe                    | 710 mm                                                                                              |
| Tankinhalt                  | 10,5 l                                                                                              |
| Trockengewicht              | ca. 181 kg                                                                                          |

Quelle: Lotusmotorcycles